# Nudochernes lucifugus
Nudochernes lucifugus es una especie de arácnido  del orden Pseudoscorpionida de la familia Chernetidae.

## Distribución geográfica
Se encuentra en Uganda y Tanzania.